# Instrumento de tránsito

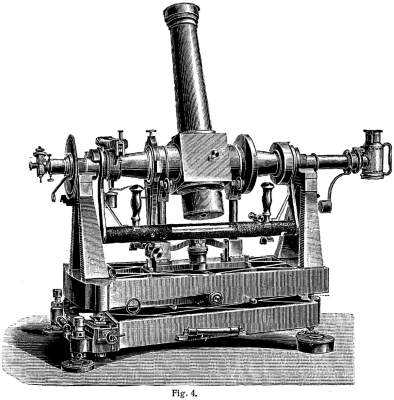
Ilustración de un instrumento de tránsito, en este caso el círculo meridiano.

Los instrumentos de tránsito son instrumentos astronómicos utilizados para observar el tránsito de un objeto astronómico a través del meridiano del observador, pudiendo así observar las posiciones y los movimientos de determinado cuerpo astronómico.

Desde su invención, han ido apareciendo variaciones del modelo original, como el círculo vertical, el círculo de tránsito horizontal, el tubo cenital fotográfico, o el círculo de tránsito.
Un círculo de tránsito es la combinación de un instrumento de tránsito y un círculo de meridiano, con el objetivo de medir el instante del tránsito y la distancia al cenit conjuntamente durante el paso por el meridiano.